# Turn Around (5, 4, 3, 2, 1)
Turn Around (5, 4, 3, 2, 1) è un brano musicale del rapper statunitense Flo Rida pubblicato come secondo singolo estratto dal suo terzo album studio Only One Flo (Part 1) l'8 novembre 2010 negli Stati Uniti. Il brano utilizza un campionamento di Din Daa Daa del cantante tedesco George Kranz e di Oh Yeah del gruppo svizzero Yello. Il singolo ha debuttato alla posizione numero 98 della Billboard Hot 100. La canzone è stata usata come colonna sonora della scena finale di Una notte da leoni 2 nel 2011.

## Tracce
Download digitale
1. Turn Around (5, 4, 3, 2, 1) – 3:21

Download digitale tedesco
1. Turn Around (5, 4, 3, 2, 1) – 3:21
2. Turn Around (5, 4, 3, 2, 1) (Strumentale) – 3:18
3. Turn Around (5, 4, 3, 2, 1) (Acapella) – 3:18

CD singolo tedesco
1. Turn Around (5, 4, 3, 2, 1) (West Funk & Steve Smart Radio Remix) – 3:14
2. Turn Around (5, 4, 3, 2, 1) (DJ Bam Bam Radio Remix) – 3:36

## Classifiche
| Classifica (2010-11)                 | Posizione massima |
| ------------------------------------ | ----------------- |
| Australia (ARIA Charts)              | 12                |
| Austria (Ö3 Austria Top 40)          | 7                 |
| Belgio (Ultratip 50 Flandria)        | 7                 |
| Belgio (Ultratip 40 Wallonia)        | 2                 |
| Repubblica Ceca (IFPI)               | 26                |
| Danimarca (Track Top-40)             | 38                |
| Finlandia (Suomen virallinen lista)  | 16                |
| Spagna (PROMUSICAE)                  | 36                |
| Irlanda (IRMA)                       | 36                |
| Canada (Billboard Canadian Hot 100)  | 46                |
| Germania (Media Control Charts)      | 8                 |
| Lussemburgo                          | 1                 |
| Nuova Zelanda (RIANZ)                | 33                |
| Slovacchia (IFPI)                    | 5                 |
| Svizzera (Schweizer Hitparade)       | 21                |
| Svezia (Sverigetopplistan)           | 54                |
| Regno Unito (Official Singles Chart) | 41                |
| Stati Uniti Billboard Hot 100        | 98                |